# Cappella di San Rocco (Villongo)
La cappella di San Rocco è un edificio di culto di Villongo, della provincia e Diocesi di Bergamo.

## Storia e descrizione
La piccola cappella si trova sul grande sagrato della chiesa parrocchiale di Villongo dedicata a san Filastro, nella parte corrispondente alla zona absidale della chiesa, in quella che era la zona cimiteriale. La piccola cappella ospitava affreschi ritenuti lavori di Girolamo Romanino ed è quindi considerata la sua costruzione nella prima metà del Cinquecento. La struttura architettonica nonché i dipinti ne confermerebbero la datazione. Proprio gli affreschi del Romanino sono stati oggetto d'attenzione da parte del FAI - Fondo per l'Ambiente italiano.
La piccola cappella, molto semplice, si compone di due arcate aperte sorrette da una colonna in pietra scolpita completa di piccolo basamento e capitello rinascimentale. La colonna si poggia su di un muretto che percorre le due parti di cui una è la facciata dove si presenta una piccola apertura protetta da un cancello ferreo, mentre l'altra è sul lato destro protetta da un'alta inferriata, entrambe le inferriate sono originali del Cinquecento. L'interno a pianta rettangolare e volta a crociera completo di fasce dipinte con il tetto a due falde. Il piccolo altare in muratura ospita lateralmente due piccole colonne in pietra.
I dipinti che ornavano la cappella, furono descritti nel 1886 da Pasino Locatelli come già in cattivo stato, e considerati lavori di Lorenzo Lotto. Furono invece indicati come lavori del Romanino da Gustavo Frizzoni nel 1896 diventando quindi oggetto di restauro prima nel 1917 da parte della bottega Steffanoni, per venire poi strappati nel 1967, in quanto la posizione dei dipinti non permetteva la loro conservazione e per questo portati nel vicino battistero posto sul lato sinistro del sagrato della chiesa parrocchiale. Furono poi esposti durante la mostra dedicata a Lorenzo Lotto a Bergamo nel 1998, venendo poi collocati nella proprietà Bondurri. Cambiando questa di proprietari si ritiene che i dipinti debbano tornare nella loro collocazione originale, anche se protetti.
Gli affreschi raffigurano nella parte centrale la Madonna con Bambino e i santi Rocco e Sebastiano, a indicare che vi era sul territorio la venerazione dei santi protettori dalla peste, sul lato sinistro san Filastro negli abiti papali, elemosina di san Rocco (cm 320  x  370 cad.) e san Gerolamo (cm 320 x 120).).  Vi era inoltre un altro santo non identificato, forse importante per la vita del francese. I personaggi sonno inseriti in strutture e logge rinascimentali che riprendono abitazioni e palazzi della località.I dipinti furono probabilmente realizzati tra il 1526 e il 1528 trovandosi in sintonia con i lavori presenti nella cappella di Sant'Obizio nella chiesa bresciana di San Salvatore e a Asola.